# 전진영 (아나운서)
전진영(1982년 9월 1일 ~ )은 대한민국의 YTN NEWS FM 前 아나운서이다.

## 학력
- 인하대학교 중국어중국학과

## 경력
- 2005년 ~ 2006년 : YTN '뉴스의 현장' 네티즌 광장 코너MC
- 2006년 ~ 2008년 : 춘천MBC 앵커
- 2008년 ~ 2022년 : YTN NEWS FM 아나운서

## 과거 TV
- YTN 사이언스 : (2010년) 과학향기 진행
- YTN 웨더 : (2014년 ~ 2015년) 날씨와 음악 이야기 진행

## 과거 라디오
- 2009년 5월 30일 ~ 2010년 4월 4일 YTN NEWS FM : 전진영과 함께 떠나는 음악여행 진행
- 2010년 YTN NEWS FM : YTN 매거진 진행
- 2010년 11월 29일 ~ 2012년 4월 20일 YTN NEWS FM : YTN 연예톡톡 진행
- 2011년 11월 14일 ~ 2014년 4월 25일 YTN NEWS FM : 뉴스&뮤직 전진영입니다 진행
- 2014년 ~ 2015년 YTN NEWS FM : 전진영의 아침풍경 진행
- 2017년 ~ 2019년 : YTN NEWS FM 뉴스FM, 전진영입니다 제작, 진행
- 2019년 ~ 2020년 : YTN NEWS FM 세계를 만나는 시간, NOW 제작, 진행
- 2020년 ~ 2021년 : YTN NEWS FM 뉴스DJ, 전진영입니다 제작, 진행(평일 오후1시20분~1시55분)
- 2021년 ~ 2022년 : YTN NEWS FM YTN 라디오 생생경제 진행